# Ommatius dubius
Ommatius dubius là một loài ruồi trong họ Asilidae. Ommatius dubius được Joseph & Parui miêu tả năm 1997. Loài này phân bố ở miền Ấn Độ - Mã Lai.